# Pierce-Gambit
Das Pierce-Gambit ist eine Eröffnung aus dem Schachspiel, welche nach den Schachspielern William Timbrell Pierce (1839–1922) und seinem Bruder James Pierce (1833–1892) benannt ist.
Erstmals erwähnt wurde diese Eröffnung im Januar 1886 im British Chess Magazine, in welchem die beiden regelmäßig Artikel schrieben.
Die wesentlichen Züge werden in der Wiener Partie erreicht: 
1. e2–e4 e7–e5, 2. Sb1–c3 Sb8–c6, 3. f2–f4 e5xf4, 4. Sg1–f3 g7–g5, 5. d2–d4
oder durch Zugumstellung über das Königsspringergambit 1. e2–e4 e7–e5 2. f2–f4 e5xf4 3. Sg1–f3 Sb8–c6 4. Sb1–c3 g7–g5 5. d2–d4, bzw. über das Quaade-Gambit 1. e2–e4 e7–e5 2. f2–f4 e5xf4 3. Sg1–f3 g7–g5 4. Sb1–c3 Sb8–c6 5. d2–d4.
5. … g5–g4 6. Lf1–c4 gxf3 7. 0–0 Sc6xd4 8. Dd1xd4? Dd8–g5 9. Tf1–f2 Lf8–c5 zeigt die Schwierigkeit für Weiß auf. 
Simon Williams hält deshalb 5. g2–g3 für notwendig.